# Mochélan
Mochélan, est un rappeur belge, originaire de Charleroi.

## Biographie
Mochélan s'intéresse au hip-hop au milieu des années 1990. Avant de s'exposer auprès du public, il décide de travailler son écriture et son interprétation, avant de se lancer dans le slam. « J’ai, très jeune, ressenti le besoin de parler de la manière dont je perçois l’environnement qui m’entoure. J’ai d’abord beaucoup écrit sur la cohésion de groupe, sur les relations entre les gens, l’amitié, la rancune, l’hypocrisie, les affinités… » explique-t-il. 
En 2007, il joue sur plusieurs scènes importantes locales comme Le Botanique, le Brussels Summer Festival, le 
Cirque Royal et le Festival des Libertés. Il se popularise à cette même période avec la chanson Notre ville, une chanson dédiée à sa ville natale de Charleroi, salué par la critique et couronné par le Prix du Jury lors du concours « Envol des cités » en 2010,. En 2008, il publie le street album Au chapitre pléonasme'.
En 2011, il sort son album démo Mon corps t’exprime, suivi en 2012 par un EP 4 titres intitulé Versus qui est présenté aux Francofolies de Spa en juillet 2013.
En 2012, il organise un spectacle intitulé Nés poumons noirs, mis en scène de Jean-Michel Van den Eeyden (musique de Remon Jr, mots, musiques, vidéo),.
En 2014, il publie son premier album studio, Image à la pluie au label Igloo Records,. 
Par son style empreint d'humour et une maîtrise impeccable de l'écriture, il a directement ou indirectement influencé une bonne partie de la nouvelle génération. Il est le précurseur de ce style, détaché des codes habituels et a contribué à donner au rap belge l'identité qu'on lui reconnait aujourd'hui.
Il est le seul rappeur belge à avoir remporté toutes les distinctions liées à sa discipline et le premier à avoir amener le rap dans le théâtre contemporain avec un spectacle remarqué (nommé dans les 15 meilleurs) au Festival d'Avignon en 2013. Ce spectacle, « Nés Poumon Noir » a connu un large succès avec prêt de 200 dates à travers la francophonie.
Il est le premier auteur / interprète carolo à amener un spectacle sur les planches du théâtre national de Bruxelles.
Avec son titre « Notre Ville » et son spectacle « Nés Poumon Noir », il fut le premier à dénoncer l'injustice que subissait sa ville natale. Il s'est imposé comme le fer de lance d'une génération de jeunes, déterminés à modifier la mauvaise réputation que subissait Charleroi. 10 ans plus tard, on mesure son effet et de nombreux citoyens l'ont rejoint dans sa démarche.

## Discographie
- 2008 : Au chapitre pléonasme (street album)
- 2009 : Street Tease (street album)
- 2010 : Mon corps t'exprime (street album)
- 2015 : Image à la pluie
- 2021 : REWIND

### EP
- 2013 : Versus

## Publication
- Mochélan, Nés poumons noirs, Woluwe-Saint-Lambert, Belgique, MaelstrÖm Éditions, « Bookleg » #102, 48 p.  (ISBN 978-2-87505-169-1)

## Distinctions
- Envol des Cités 2010.
- Prix "Paroles Urbaines", catégorie Spoken Word, 2011
- Grand Prix Concours DFDT 2012, dont prix Jeunesses musicales[10]
- Grand Prix de la Biennale de la Chanson française 2012[11]
- Prix Sabam 2014 pour son spectacle Nés Poumon Noir : « Meilleur auteur » dans la catégorie « Arts de la scène »[12].
- Octaves de la musique  2015 : « Musiques urbaines »[13]